# Ferrari 312 PB
La Ferrari 312 PB est une voiture de Sport-prototypes du Groupe 6 introduite en compétition en 1971 par Ferrari. Elle avait été officiellement désignée sous l’appellation 312 P, mais est généralement connue sous le nom 312 PB afin d’éviter la confusion avec le modèle précédent du même nom. Elle faisait partie des voitures de Sport-prototypes de la série Ferrari P, mais fut redessinée pour pouvoir être engagée comme voiture de sport du Groupe 5 en 1972.

## Développement
En 1970 on annonça une modification des règlements prenant effet en 1972 pour les courses de voitures de sport. La faille du règlement qui permettait d’aligner de puissantes voitures de sport comme la Porsche 917 ou la Ferrari 512 S fut comblée et le poids minimal des prototypes de trois litres de cylindrée fut porté à 650 kg.
Porsche considérait ce seuil comme trop élevé car leur Porsche 908/03 faisait 100 kg de moins et cet avantage aurait été perdu. Par ailleurs son moteur deux soupapes à refroidissement par air qui ne développait que 370 ch (276 kW) manquait de puissance et la conception d’un nouveau moteur aurait été nécessaire. Porsche décida de ne pas poursuivre en championnat du monde d’endurance après 1971 et vendit les 908 à des clients qui auraient à les lester pour remplir les spécifications du règlement. Matra et Alfa Romeo souhaitaient y participer, mais seulement à une partie de la saison ou des courses. En outre, l’excellent moteur Cosworth V8 de Formule 1 était disponible pour les constructeurs de châssis indépendants, mais il souffrait de vibrations qui altéraient sa fiabilité pour les courses d’endurance.
Après avoir été battu par la Porsche 917 en 1970, Ferrari abandonna le développement de la Ferrari 512 M, laissant la 512 à des clients comme Penske Racing qui obtint certains succès avec ses 512 M améliorées en 1971. Vraisemblablement peu satisfait du manque de support de l’usine, Penske rejoignit Porsche pour participer aux compétitions CanAm avec la Porsche 917/10 turbo.
Ferrari décida de se concentrer sur le développement d’un nouveau prototype 3 litres basé sur le moteur 12 cylindres à plat boxer de la 312B F1. Officiellement cette voiture était référencée sous l’appellation 312P, la presse automobile y ajoutant un B pour éviter la confusion avec le modèle 312P V12 précédent. Le dessin était semblable au moteur Porsche traditionnel avec un centre de gravité bas, mais Ferrari utilisait un système de refroidissement par eau et quatre soupapes par cylindre. La voiture était prometteuse mais ne remporta pas de victoire alors que l’Alfa Romeo 33 en remportait deux malgré la domination de Porsche.

## Histoire en compétition

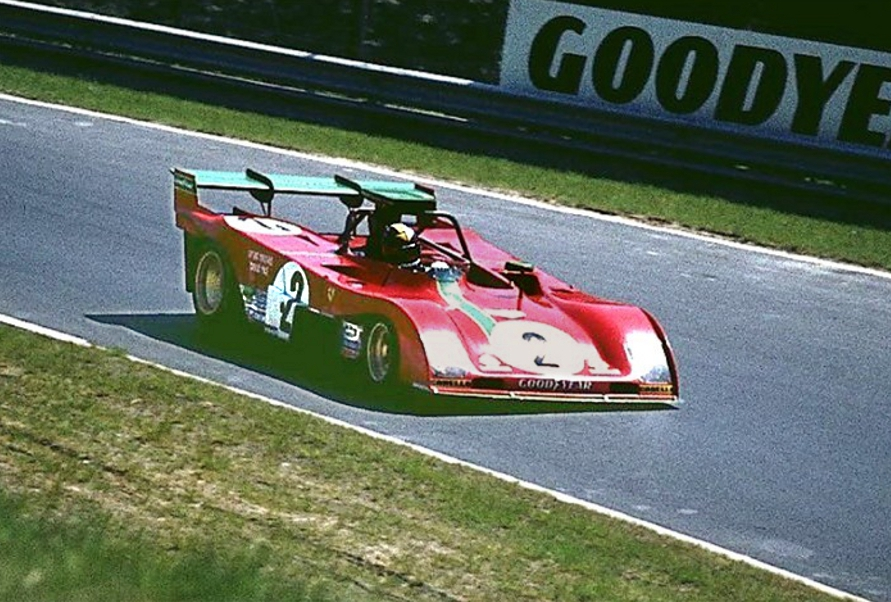
Carlos Pace au volant d’une 312PB au Nürburgring en 1973.

La voiture fit sa première apparition en course aux mains de Ignazio Giunti et Arturo Merzario lors des 1000 kilomètres de Buenos Aires 1971. Son histoire commença tragiquement, quand Giunti fut tué lorsque sa voiture entra en collision avec la Matra de Jean-Pierre Beltoise que ce dernier poussait sur la piste pour la ramener aux stands. La 312 PB ne remporta que les 9 Heures de Kyalami début novembre, et hors WSC. En 1972, alors que seul Alfa avait relevé le défi, la 312 PB fut au-dessus du lot et elle gagna toutes les courses du championnat du monde des voitures de sport dans lesquelles elle avait été alignée. Ferrari fit toutefois l’impasse sur le Mans, car le moteur conçu pour la formule 1 n’avait pas tenu 24 heures lors des tests, et il risquait à priori d’empêcher Ferrari de remporter toutes les courses où elle avait pris le départ.
En 1973, Matra, qui s’était jusque-là concentré sur Le Mans, décida de concourir pour le titre mondial en endurance, alors qu’Alfa était absent. Comme Matra avait remporté plusieurs courses, Ferrari devait s’aligner aux 24 Heures du Mans 1973 avec un moteur certes amélioré mais toujours sujet à caution. Une voiture fut utilisée comme « lièvre » en vue d’imposer aux Matra un rythme au tour plus élevé que ce que prévoyait leur tableau de marche, pour mettre leur fiabilité à l’épreuve au fil des tours. Curieusement du côté Ferrari, seul le lièvre parvint à finir la course en terminant à la deuxième place derrière une Matra. Le championnat se termina avec un positionnement identique, avec seulement deux victoires italiennes contre cinq françaises. En outre, malgré l’absence de Matra, la 312PB ne put réitérer sa victoire de 1972 à la Targa Florio, où en raison des défaillances encourues par les prototypes Ferrari et Alfa Romeo on assista à une victoire surprise d’une Porsche 911.
À la fin de la saison 1973, Ferrari abandonna les courses de voitures de sport pour se concentrer à nouveau sur la F1 puisque l’équipe F1 avait dû renoncer à s’aligner lors de certaines courses, en raison d’un manque de compétitivité.

### Palmarès des 312
P
- 2e des 12 Heures de Sebring 1969 (Amon / Andretti)
- 2e des 1 000 kilomètres de Spa 1969 (Rodriguez / Piper)

PB
- 9 Heures de Kyalami 1971 (Regazzoni / Redman; 2e Ickx / Andretti)
- 1 000 kilomètres de Buenos Aires 1972 (Peterson / Schenken; 2e Regazzoni / Redman)
- 6 Heures de Daytona 1972 (Andretti / Ickx; 2e Schenken / Peterson)
- 1 000 kilomètres de Spa 1972 (Redman / Merzario; 2e Ickx / Regazzoni)
- 12 Heures de Sebring 1972 (Andretti / Ickx; 2e Peterson / Schenken)
- 1 000 kilomètres de Brands Hatch 1972 (Ickx / Andretti; 2e Peterson / Schenken)
- 1 000 kilomètres de Monza 1972 (Ickx / Regazzoni; 3e Peterson / Schenken)
- Targa Florio 1972 (Merzario / Munari)
- 1 000 kilomètres du Nürburgring 1972 (Peterson / Schenken; 2e Merzario / Redman)
- 1 000 kilomètres de Zeltweg 1972 (Ickx / Redman; 2e Marko / Pace; 3e Peterson / Schenken)
- 6 Heures de Watkins Glen 1972 (Andretti / Ickx; 2e Peterson / Schenken)
- 500 kilomètres d'Imola 1972 (Merzario; 2e Ickx)
- 9 Heures de Kyalami 1972 (Regazzoni / Merzario)
- 1 000 kilomètres de Monza 1973 (Ickx / Redman; 2e Reutemann / Schenken)
- 1 000 kilomètres du Nürburgring 1973 (Ickx / Redman; 2e Pace / Merzario)
  - 2e des 1 000 kilomètres de Brands Hatch 1971 (Ickx / Regazzoni)
  - 2e 6 Heures de Vallelunga 1973 (Schenken / Reutemann; 3e Ickx / Redman)
  - 2e des 1 000 kilomètres de Dijon 1973 (Ickx / Redman)
  - 2e des 24 Heures du Mans 1973 (Merzario / Pace)
  - 2e des 1 000 kilomètres de Watkins Glen (Ickx / Redman; 3e Merzario / Pace)
  - 3e des 1 000 kilomètres de Zeltweg 1973 (Ickx / Redman)